# Zygmunt Mostowski
Zygmunt Mostowski (ur. 27 marca 1883 w Puławach, zm. 2 grudnia 1934 w Warszawie) – dziennikarz, literat, urzędnik konsularny.

## Życiorys
Syn Kazimierza (zm. 1901) i Stefanii Pasiutewicz (zm. 1935). Absolwent Wydziału Filozoficznego Uniwersytetu Lwowskiego, następnie redaktor „Dziennika Kijowskiego”. Wstąpił do polskiej służby zagranicznej, pełniąc m.in. funkcję w Ministerstwie Spraw Zagranicznych (1921–1926), konsula/konsula gen. w Tbilisi (1926–1931), prac. MSZ (1931–).
Pochowany na cmentarzu Powązkowskim w Warszawie.

## Ordery i odznaczenia
- Krzyż Kawalerski Orderu Odrodzenia Polski (9 listopada 1932)[1]
- Medal Dziesięciolecia Odzyskanej Niepodległości[2]
- Krzyż Komandorski Orderu Gwiazdy Rumunii (Rumunia)[2]
- Krzyż Komandorski Orderu Feniksa (Grecja)[2]